# Martin Lee (politico)
Martin Lee Chu-ming, cinese: 李柱銘 (Hong Kong, 8 giugno 1938), è un politico hongkonghese, presidente e fondatore dei Democratici Uniti di Hong Kong e del successivo Partito Democratico, il partito di punta a favore della democrazia di Hong Kong. È stato anche membro del Consiglio legislativo di Hong Kong dal 1985 al 1997 e dal 1998 al 2008. Soprannominato il "Padre della democrazia", è riconosciuto come uno dei più importanti sostenitori della democrazia e dei diritti umani a Hong Kong e in Cina.
Coinvolto nelle discussioni sul passaggio di Hong Kong alla Cina, ha partecipato alla stesura della "Basic Law", la mini-costituzionee della città in vigore alla fine del dominio britannico nel 1997. Attirando forti critiche da parte del governo di Pechino. Si è dimesso da presidente del Partito Democratico nel dicembre 2002 e si è ritirato dal Consiglio legislativo nel 2008. Attivo nel sostenere e fare lobbyng per la causa democratica sia a livello locale sia internazionale sino al luglio 2020 con l'approvazione della legge sulla sicurezza nazionale di Hong Kong. Arrestato nell'agosto 2019 per avere guidato la marcia di protesta (pacifica) lungo le strade di Hong Kong di oltre un milione e settecentomila persone (nel contesto delle proteste a Hong Kong del 2019-2020) è stato condannato nel marzo 2021 per manifestazione non autorizzata.

## Biografia
Figlio del tenente generale del Kuomintang Lee Yin-wo, Lee nacque a Hong Kong l'8 giugno 1938, dopo che sua madre si era recata nella colonia britannica in vacanza. Suo padre combatté contro l'Impero Giapponese durante la seconda guerra mondiale. Nel 1949, la famiglia si trasferì a Hong Kong dopo la presa della Cina da parte dei comunisti. Il padre di Lee insegnò in una scuola gesuita del Wah Yan College di Kowloon per nove anni, poi insegnò a tempo parziale presso l'Institute of Chinese Studies. Suo padre mantenne un buon rapporto con gli esponenti del PCC, in particolare con il primo ministro Zhou Enlai, che lo invitò ripetutamente sulla terraferma. Al funerale di Lee Yin-wo, nel 1989, parteciparono persone di entrambe le parti dello schieramento politico.
Martin Lee ha studiato al Wah Yan College di Kowloon e poi letteratura e filosofia inglese presso l'Università di Hong Kong, sponsorizzato dal suo mentore, l'avvocato Dr. Patrick Yu. Dopo essersi laureato nel 1960, Lee insegnò per tre anni prima di essere mandato in Inghilterra per studiare legge al Lincoln's Inn. Iniziò a praticare legge a Hong Kong nel 1966. Durante le rivolte di sinistra di Hong Kong del 1967, Lee difese la Federazione filo-comunista dei sindacati di Hong Kong, gettando così le basi delle relazioni con il Partito Comunista Cinese. Nel 1979, è stato nominato Queen's Counsel. Dal 1980 al 1983 è stato presidente dell'Ordine degli avvocati di Hong Kong.

### L'ingresso in politica

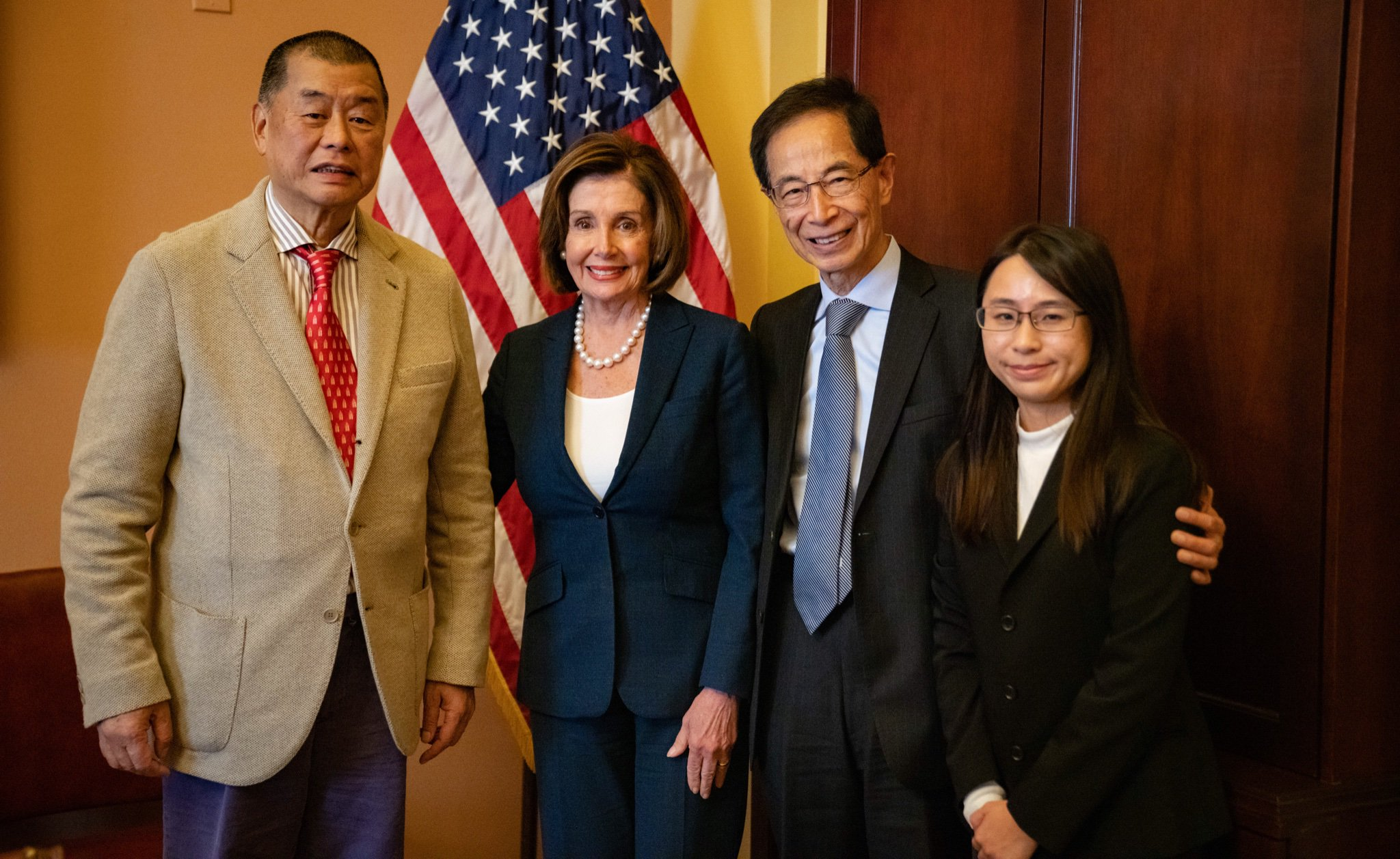
Incontro, insieme a Jimmy Lai e Janet Pang, con la presidente della Camera degli Stati Uniti, Nancy Pelosi, nel periodo più acceso delle proteste pro-democrazia nell'ottobre 2019

Lee fu coinvolto nella politica quando i governi britannico e cinese iniziarono i negoziati sulla sovranità di Hong Kong nei primi anni '80. Lee era nella delegazione composta dai giovani professionisti di Hong Kong guidati da Allen Lee, membro dell'esecutivo e dei consigli legislativi di Hong Kong a Pechino nel maggio 1983. La delegazione cercò di mantenere lo status quo a Hong Kong e di estendere il dominio britannico di altri 15-30 anni. Le loro richieste sono state respinte dai funzionari di Pechino.
Lee era preoccupato per il mantenimento dell'indipendenza giudiziaria sotto il dominio cinese e chiedeva il mantenimento dell'ordinamento giuridico di Hong Kong. Ha anche suggerito la creazione di una Corte d'appello finale indipendente al posto del comitato giudiziario del Consiglio privato dopo il 1997. Nel dicembre 1984 è stato invitato come uno dei partecipanti alla cerimonia di firma della dichiarazione congiunta sino-britannica. Nel 1985, è stato tra i 23 rappresentanti di Hong Kong invitati da Pechino a far parte del comitato di redazione della legge fondamentale di Hong Kong per redigere la mini-costituzione di Hong Kong post-1997, la legge fondamentale di Hong Kong, dove ha incontrato un altro forte democratico Szeto Wah. Lee e Szeto divennero i due dissidenti solitari nel comitato di redazione fortemente influenzato da Pechino. Il padre di Lee lo avvertì che ai comunisti cinesi piaceva usare le persone e poi liberarsene. Lee rispose: "So che le possibilità di attuare la politica "una Cina, due sistemi" non sono grandi. Ma se non ci provo nemmeno, le probabilità sono zero".
Nel settembre 1985, Martin Lee si candidò alle elezioni del Consiglio legislativo quando il governo di Hong Kong decise di introdurre un limitato numero di seggi eletti indirettamente. La sua vittoria a sorpresa su un altro importante avvocato, Henry Litton, e l'avvocato Edmund Chow in una gara a tre nella circoscrizione eletta da tutti gli avvocati di Hong Kong, lo ha catapultato sulla scena politica. Mantenne il suo seggio nella rielezione del 1988 senza opposizione. Divenne la voce più riconoscibile e coerente che premeva per una rapida riforma democratica. Nel dibattito sul Libro verde del 1988 sull'ulteriore sviluppo del governo rappresentativo, Lee è stato in prima linea in una campagna per l'introduzione di elezioni dirette alle elezioni del 1988 con Szeto Wah, che ha ottenuto un seggio nel 1985 attraverso la circoscrizione di Teaching. Lui e altri liberali formarono il Comitato Paritetico per la Promozione del Governo Democratico nel 1986, che consisteva di circa 190 organizzazioni che radunarono il sostegno alle elezioni dirette, inclusa la raccolta di 220.000 firme (con tanto di nomi e numeri di carta d'identità). Tuttavia, il governo ha concluso nel Libro bianco che le elezioni dirette non dovrebbero essere introdotte nel 1988 sulla base dell'opinione pubblica. Lee accusò il governo di fare marcia indietro sulle elezioni dirette di fronte alle pressioni di Pechino.
Ha anche fatto campagna contro la costruzione della centrale nucleare di Daya Bay nel 1986, in cui il disastro di Černobyl' ha scatenato timori per la sicurezza nell'opinione pubblica di Hong Kong. Lee ha cercato attivamente il sostegno del pubblico attraverso incontri e una campagna di firme, raccogliendone oltre un milione. Criticò il governo per non aver divulgato informazioni sul progetto e tentò di costringere il governo a divulgare informazioni ai sensi dell'ordinanza sul potere e i privilegi del Consiglio legislativo.  Ha nuovamente mobilitato il sostegno pubblico contro la modifica dell'ordinanza sull'ordine pubblico nel 1987 in cui il governo ha cercato di criminalizzare la "pubblicazione di notizie false che potrebbero causare allarme pubblico". Lee ha lavorato contro il provvedimento ma non c'è riuscito.  Il caso è stato presentato al Comitato delle Nazioni Unite per i diritti umani nel novembre 1988 ed è stato infine abrogato nel gennaio 1989.
Dal 1988 al 1991 è stato nominato presidente dell'Hong Kong Consumer Council. È stato anche consulente legale dell'Hong Kong Journalists Association.

## Riconoscimenti
Lee è stato proposto per il Premio Nobel per la pace 2021 da diversi membri del Parlamento norvegese.

## Vita privata
Sposato con Amelia Lee Fong Yee-ngor. La coppia ha un figlio. Lee è un cattolico romano e molto amico del cardinale Joseph Zen Ze-kiun.